# Thư mục Luật sở hữu trí tuệ
Sau đây là các tài liệu tham khảo về Luật sở hữu trí tuệ:

## Giáo trình
- Trường Đại học Luật Hà Nội. Giáo trình luật sở hữu trí tuệ. Hà Nội: Nhà xuất bản Công an Nhân dân.
- Lê Đình Nghị, Vũ Thị Hải Yến (2009). Giáo trình Luật Sở hữu trí tuệ. Hà Nội: Nhà xuất bản Giáo dục Việt Nam.

## Sách

### Tiếng Việt
- Lê Trung Đạo (2009). Bảo hộ quyền sở hữu trí tuệ. Hà Nội: Nhà xuất bản Tài chính.
- PGS.TS. Lê Hồng Hạnh (2004). Bảo hộ quyền sở hữu trí tuệ ở Việt Nam – Những vấn đề lý luận và thực tiễn. Hà Nội: Nhà xuất bản Chính trị quốc gia.
- Nguyễn Bá Bình (2005). Bảo hộ kiểu dáng công nghiệp ở Việt Nam - Pháp luật và thực tiễn. Hà Nội: Nhà xuất bản Tư pháp.
- Vũ Khắc Trai (2006). Bảo hộ sở hữu công nghiệp, 380 câu hỏi và đáp dành cho doanh nghiệp. Hà Nội: Nhà xuất bản Giao thông vận tải.
- Nguyễn Mạnh Bách (2001). Tìm hiểu luật dân sự - quyền sở hữu trí tuệ. Đồng Nai: Nhà xuất bản Tổng hợp Đồng Nai.
- Bản dịch của Cục Sở hữu Trí tuệ Việt Nam, Phòng sáng chế Nhật Bản, Trung tâm Sở hữu công nghiệp Châu Á – Thái Bình Dương. Bảo hộ sáng chế - Cẩm nang dành cho doanh nhân.{{Chú thích sách}}:  Quản lý CS1: nhiều tên: danh sách tác giả (liên kết)
- Cục sở hữu trí tuệ Việt Nam và Viện sở hữu trí tuệ Liên bang Thụy Sĩ (2002). Các điều ước Quốc tế về sở hữu trí tuệ trong quá trình hội nhập. Hà Nội.{{Chú thích sách}}:  Quản lý CS1: địa điểm thiếu nhà xuất bản (liên kết)
- Phùng Trung Tập (2004). Các yếu tố của quyền Sở hữu trí tuệ. Hà Nội: Nhà xuất bản Tư pháp.
- Lê Xuân Thảo (2005). "Đổi mới và hoàn thiện pháp luật về Sở hữu trí tuệ". Nhà xuất bản Tư pháp Hà Nội.
- Nhiều tác giả (2005). Cẩm nang Sở hữu trí tuệ: Chính sách, pháp luật và áp dụng, (Bản tiếng Việt). WIPO.{{Chú thích sách}}:  Quản lý CS1: địa điểm thiếu nhà xuất bản (liên kết)
- Trần Hoài Nam (2007). Chỉ dẫn áp dụng Luật sở hữu trí tuệ. Hà Nội: Nhà xuất bản. Tư pháp.
- Lê Nết (2004). Luật sở hữu trí tuệ Việt Nam. Hà Nội: Nhà xuất bản Chính trị Quốc gia.
- Nguyễn Xuân Quang, Lê Nết, Nguyễn Hồ Bích Hằng (2007). Luật dân sự Việt Nam. Nhà xuất bản Đại học quốc gia.{{Chú thích sách}}:  Quản lý CS1: nhiều tên: danh sách tác giả (liên kết)
- Đinh Văn Thanh - Đinh Thị Hằng (2004). Nhãn hiệu hàng hóa trong pháp luật dân sự. Hà Nội: Nhà xuất bản Công an Nhân dân.
- Vụ Công tác lập pháp (2006). Những nội dung cơ bản của Luật Sở hữu trí tuệ. Hà Nội: Nhà xuất bản Tư pháp.
- Bản mẫu:Chú thích sáchs
- Bản mẫu:Chú thích sáchs
- Ủy ban quốc gia về Hợp tác kinh tế quốc tế và Ủy ban Thương mại quốc gia Thụy Điển (2005). Tác động của các Hiệp định của WTO đối với các quốc gia đang phát triển (bản tiếng Việt).
- Trao đổi giá trị, đàm phán hợp đồng chuyển giao quyền sử dụng công nghệ (Bản tiếng Việt). WIPO. 2008.
- Nguyễn Thị Quế Anh (2002). Những vấn đề lý luận và thực tiễn về bảo hộ nhãn hiệu hàng hóa, nhãn hiệu dịch vụ trên thế giới và phương hướng hoàn thiện pháp luật về bảo hộ nhãn hiệu hàng hoá, nhãn hiệu dịch vụ ở Việt Nam. Đại học Quốc gia Hà Nội.
- Nguyễn Thị Quế Anh (2004). Pháp luật về bảo hộ quyền sở hữu trí tuệ ở Việt Nam trong tiến trình hội nhập kinh tế quốc tế. Hội thảo quốc tế về Việt nam học lần thứ 2, TP. Hồ Chí Minh.{{Chú thích sách}}:  Quản lý CS1: địa điểm (liên kết) Quản lý CS1: địa điểm thiếu nhà xuất bản (liên kết)
- Nguyễn Thị Quế Anh (2002). Chỉ dẫn địa lý - đối tượng quyền sở hữu công nghiệp. Bài viết trong sách chuyên khảo: Nhà nước và pháp luật Việt Nam trước thềm thế kỷ XXI. Hà Nội: Nhà xuất bản Công an nhân dân Hà Nội.
- Nguyễn Thị Quế Anh (2002). Bảo hộ quyền sở hữu công nghiệp theo Hiệp định Việt Nam - Hoa kỳ. Nhà xuất bản Chính trị Quốc gia.

### Tiếng nước ngoài
- Bản mẫu:Chú thích sáchs
- Bản mẫu:Chú thích sáchs
- Comprendre le droit d’auteur et les droits connexes. Pháp: WIPO. 2016.[2]
- Jean-Pierre Clavier, Carine Bernault (2008). Dictionnaire de droit de la propriété intellectuelle. Ellipses Publishing House.
- PIOTRAUT Jean-Lu (2004). Droit de la propriété intellectuelle. Ellipses Publishing House.
- CARON Christophe (2009). Droit d’auteur et droits voisins. Litec.
- HESS-FALLON Brigitte, SIMON Anne-Marie (2003). Droit des affaires. Sirey Publishing House.
- Carlos M. Correa và Abdulqawi A. Yusuf (Eds) (2008). Intellectual Property and International Trade: The TRIPS Agreement.
- La créativité et les inventions – un avenir meilleur pour l’humanité au 21è siècle (Tính sáng tạo và các phát minh – một tương lai tốt đẹp hơn cho nhân loại ở thế kỷ 21. Hà Lan: WIPO. 2000.[3]
- Resource Book on TRIPS and Development: An Authoritative and practical guide to the TRIPS Agreement. UNCTAD-ICTSD. 2002.[4]

## Tạp chí
- Nguyễn Thị Quế Anh (2002). "Một số vấn đề về bảo hộ quyền sở hữu công nghiệp đối với tên thương mại trên thế giới". Tạp chí Khoa học ĐHQGHN, Chuyên san Kinh tế - Luật. Quyển 2.
- Nguyễn Thị Quế Anh (2002). "Bảo hộ tên thương mại và một số kiến nghị hoàn thiện pháp luật về bảo hộ tên thương mại ở Việt Nam". Tạp chí Khoa học ĐHQGHN, Chuyên san Kinh tế - Luật. Quyển 4.
- Nguyễn Thị Quế Anh (tháng 6 năm 2003). "Bí mật kinh doanh và các tiêu chí bảo hộ". Tạp chí Thương mại. Quyển 22.
- Nguyễn Thị Quế Anh (2004). "Tự do thương mại và nguyên tắc "cạn quyền" trong pháp luật về sở hữu trí tuệ của EC và một số nước". Tạp chí Nghiên cứu Hải quan. Quyển 1–2.
- Nguyễn Thị Quế Anh (2004). "Một số vấn đề về bảo hộ bí mật kinh doanh và hoàn thiện pháp luật bảo hộ bí mật kinh doanh ở Việt Nam". Tạp chí Khoa học ĐHQGHN, Chuyên san Kinh tế - Luật. Quyển 3.
- Nguyễn Thị Quế Anh (tháng 3 năm 2005). "Một số kiến nghị nhằm hoàn thiện các quy định về xác lập quyền sở hữu công nghiệp". Tạp chí Dân chủ và pháp luật, Chuyên đề về sở hữu trí tuệ.
- Nguyễn Thị Quế Anh (2009). "Xu hướng phát triển của hệ thống pháp luật bảo hộ quyền sở hữu trí tuệ trong tiến trình hội nhập kinh tế quốc tế". Tạp chí khoa học pháp lý. Quyển 2.
- Nguyễn Hồng Bắc (2010). "Thực thi bảo hộ quyền sở hữu trí tuệ tại cơ quan hải quan theo quy định của pháp luật Việt Nam". Tạp chí Luật học. Quyển 3.
- Hoàng Anh Công (tháng 12 năm 2006). "Pháp lụât hải quan với việc thực thi bảo hộ quyền sở hữu trí tuệ". Tạp chí Nghiên cứu lập pháp.
- Đặng Tất Dũng (2005). "Mối liên hệ giữa các "siêu kiên kết" trên các trang web và pháp luật về quyền tác giả tại Hoa kỳ". Tạp chí khoa học pháp lý. Quyển 2.
- Đào Minh Đức (2007). "Mối quan hệ giữa nhãn hiệu với các tài sản trí tuệ khác". Tạp chí khoa học pháp lý. Quyển 3.
- Lê Thị Nam Giang (tháng 3 năm 2011). "Pháp luật quốc tế về bắt buộc chuyển giao quyền sử dụng sáng chế". Tạp chí Nhà nước và Pháp luật. Quyển 3.
- Lê Thị Nam Giang (2011). "Việt Nam với việc phê chuẩn Nghị định thư sửa đổi Hiệp định TRIPS – phần 1". Tạp chí nghiên cứu lập pháp. Quyển 4.
- Lê Thị Nam Giang (2011). "Việt Nam với việc phê chuẩn Nghị định thư sửa đổi Hiệp định TRIPS – phần 2". Tạp chí nghiên cứu lập pháp. Quyển 5.
- Lê Thị Nam Giang (2010). "Một số vấn đề pháp lý cơ bản về bắt buộc chuyển giao quyền sử dụng sáng chế". Tạp chí Nhà nước và pháp luật. Quyển 9.
- Lê Thị Nam Giang (2009). "Cân bằng lợi ích của xã hội và lợi ích của chủ sở hữu trong bắt buộc chuyển giao quyền sử dụng sáng chế". Tạp chí Khoa học pháp lý. Quyển 6.
- Lê Thị Nam Giang (2009). "Nguyên tắc cân bằng lợi ích của chủ sở hữu trí tuệ và lợi ích của xã hội trong bảo hộ quyền sở hữu trí tuệ". Tạp chí Khoa học pháp lý. Quyển 2.
- Lê Thị Nam Giang (2008). "Tác động của việc gia nhập WTO đối với pháp luật sở hữu trí tuệ Việt Nam". Tạp chí Khoa học pháp lý. Quyển 1.
- Lê Thị Nam Giang (2001). "Bảo hộ quyền sở hữu công nghiệp theo Hiệp định BTA". Tập san Khoa học pháp lý. Quyển 1.
- Lê Thị Nam Giang (2009). "Về trích dẫn tác phẩm: bản án và bình luận bản án". Tạp chí Khoa học pháp lý. Quyển 2.
- Trần Văn Hải (2010). "Những bất cập trong quy định của pháp luật Sở hữu trí tuệ Việt Nam hiện hành về quyền tác giả, quyền liên quan". Tạp chí Luật học. Quyển 7.
- Trần Lê Hồng (2009). "Những nghịch lý trong phát triển kinh tế dựa trên quyền sở hữu trí tuệ và mối quan hệ với dào tạo luật ở các trường đại học". Tạp chí khoa học pháp lý. Quyển 2.
- Đặng Vũ Huân (2004). ""Bàn về cơ chế kiểm soát biên giới nhằm bảo hộ hiệu quả quyền sở hữu trí tuệ"". Tạp chí Khoa học pháp lý. Quyển 1.
- Nam Hoa (2007). "Câu chuyện về mùi và đăng ký nhãn hiệu mùi". Tạp chí Nghiên cứu lập pháp. Quyển 4.
- Hoàng Tố Như (2009). "Quản lý NN về sở hữu trí tuệ: những bất cập và kiến nghị". Tạp chí khoa học pháp lý. Quyển 2.
- Trần Trung Kiên (2007). "Cuộc chiến giữa công nghệ sinh học và các điều khỏan loại trừ khả năng bảo hộ sáng chế". Tạp chí Nghiên cứu lập pháp. Quyển 7.
- Nguyễn Đức Lam (2007). "Bảo hộ tài sản sở hữu trí tuệ". Tạp chí Nghiên cứu lập pháp.
- Lê Việt Long (tháng 7 năm 2008). "Xâm phạm sở hữu trí tuệ: thực trạng, nguyên nhân và giải pháp". Tạp chí Nghiên cứu lập pháp. Quyển 126.
- Trần Thị Diệu Oanh (tháng 4 năm 2007). "Thuận lợi và khó khăn trong việc xây dựng cơ chế kiểm sóat bảo hộ chỉ dẫn địa lý ở Việt Nam". Tạp chí Nghiên cứu lập pháp.
- Nguyễn Thị Như Quỳnh (tháng 7 năm 2006). "Bảo hộ quyền sở hữu trí tuệ đối với công nghệ sinh học, Pháp lụât và thực tiễn của Châu Âu và Hoa kỳ". Tạp chí Luật học.
- Nguyễn Như Quỳnh (2009). ""Xác định hành vi cạnh tranh không lành mạnh và hành vi hạn chế cạnh tranh liên quan đến quyền sở hữu công nghiệp theo quy định của pháp luật Việt Nam",". Tạp chí Luật học.
- Nguyễn Thanh Tâm (tháng 1 năm 2007). "Pháp luật về sở hữu công nghiệp trong tiến trình hội nhập kinh tế quốc tế". Tạp chí Luật học.
- Nguyễn Thanh Tâm (tháng 6 năm 2006). "Cạnh tranh liên quan đến quyền sở hữu công nghiệp". Tạp chí Luật học.
- Phan Ngọc Tâm (2006). "Bảo hộ nhãn hiệu nổi tiếng theo pháp luật Châu Âu và Hoa Kỳ". Tạp chí khoa học pháp lý. Quyển 4.
- Kiều Thị Thanh (tháng 1 năm 2011). "Các luật bảo hộ quyền sở hữu trí tuệ trong Bộ luật chuẩn luật Quốc gia Hoa kỳ". Tạp chí nghiên cứu lập pháp. Quyển 1 (186). tr. 54.
- Kiều Thị Thanh (ngày 1 tháng 12 năm 2002). "Bảo hộ pháp lý quyền tác giả". Tạp chí Nghiên cứu Lập pháp. Bản gốc lưu trữ ngày 22 tháng 7 năm 2021. Truy cập ngày 22 tháng 7 năm 2021.
- Nguyễn Thanh Tú (tháng 1 năm 2006). "Bắt buộc chuyển giao quyền sử dụng đối với quyền sở hữu trí tuệ và pháp luật cạnh tranh". Tạp chí Khoa học Pháp lý. Quyển 1. tr. 10–21.
- Nguyễn Thanh Tú (2005). "Pháp luật cạnh tranh trong hợp đồng chuyển giao công nghệ". Tạp chí khoa học pháp lý. Quyển 2.
- Vũ Thị Hải Yến (tháng 11 năm 2006). "Các quy định của Hiệp định TRIPS về bảo hộ chỉ dẫn địa lý". Tạp chí Luật học.